# Вікі Нелсон-Данбар
Вікі Нелсон-Данбар (англ. Vicki Nelson-Dunbar; нар. 25 вересня 1962) — колишня американська тенісистка.
Найвищу одиночну позицію світового рейтингу — 60 місце досягла 20 серпня 1984, парну — 140 місце — 9 листопада 1987 року.
Здобула 1 одиночний титул.
Найвищим досягненням на турнірах Великого шолома було 4 коло в одиночному розряді.

## Фінали Туру WTA

### Одиночний розряд (1–1)
| Результат | W-L | Дата     | Турнір              | Покриття | Суперниця       | Рахунок  |
| --------- | --- | -------- | ------------------- | -------- | --------------- | -------- |
| Поразка   | 0–1 | Тра 1985 | Мастерс Рим, Італія | Ґрунт    | Раффаелла Реджі | 3–6, 4–6 |
| Перемога  | 1–1 | Гру 1986 | Сан-Паулу, Бразилія | Ґрунт    | Дженні Клітч    | 6–2, 7–6 |